# Under sandet
Under sandet er et dansk-tysk krigsdrama fra 2015, der er skrevet og instrueret af Martin Zandvliet. Filmen er inspireret af autentiske hændelser og fortæller historien om unge, tyske krigsfanger, der blev beordret til at rydde to millioner miner på den jyske vestkyst med deres bare hænder. Et hidtil mørklagt kapitel i den danske efterkrigstids historie. På rollelisten ses Roland Møller, Mikkel Boe Følsgaard og Laura Bro samt de tyske unge stjerner Louis Hofmann, tvillingerne Emil & Oscar Belton og Joel Basman.
Filmen åbnede den 10. september 2015 den prestigefyldte filmfestival, Toronto Film Festival (TIFF), i Canada. I Danmark havde den biografpremiere den 3. december 2015. 24. januar 2017 blev filmen nomineret til en Oscar, ved uddelingen 2017 for bedste fremmedsprogede film. Under sandet solgte 171.482 billetter i de danske biografer.

## Historisk baggrund
Filmen handler om et kapitel af Danmarks efterkrigstidshistorie, som ikke før har haft den store bevågenhed,
omend det dog er blevet behandlet i Ole Palsbos danske dokumentarfilm Livsfare - Miner fra 1946.
Den jyske vestkyst var overtaget af tyskerne og kysten var en del af Atlantvolden, der strakte sig fra Norge i nord til Spanien i syd. Da tyskerne forlod deres stillinger i maj 1945, efterlod de også en masse materiel – og ikke mindst nedgravede miner langs vestkysten. Specielt Skallingen i det nordlige Vadehav er et interessant område i forhold til filmen og historien. Det var et af de steder, hvor tyske krigsfanger[kilde mangler] blev beordret[kilde mangler] til at rydde de ca. 72.000 miner, som alene var lagt ud på Skallingen. Det menes, at i 1947 var omkring 61.000 af minerne fundet og uskadeliggjort.
Den tyske besættelsesmagt gravede op mod to millioner[kilde mangler] landminer ned i sandet langs den jyske vestkyst fra 1940-1945. Tyske krigsfanger blev overdraget af englænderne i tiden efter 4. maj 1945 i dansk varetægt. Det formodes, at over 2.000 tyske soldater blev tvunget til at fjerne miner langs vestkysten. 179 af dem mistede livet under den 5 måneder lange indsats, 165 blev hårdt såret, 167 let såret.  Nogle af dem var helt unge drenge ned til 16 år.
Minefeltet skulle ifølge Ottawa-konventionen have være ryddet senest i 2009. Der er dog siden afslutningen af 2. verdenskrig ikke sket person- eller materielskade som følge af minerne. Mange af minerne kan være skyllet i havet og uskadeliggjort af erosion. Kystdirektoratet mente i 2009, at der var omkring 5.000 miner tilbage, og de kunne være særdeles ustabile. Minefeltet på Skallingen blev i 2012 erklæret for ryddet, og der er fri adgang til området, men trods det fandt en tysk turist en mine i august 2013.

## Produktion
Filmen havde et budget på 35,5 mio. kr. Under sandet har modtaget over otte millioner kroner i støtte fra Det Danske Filminstitut, hvoraf en million kommer fra den regionale pulje. Varde Kommune som har mange kilometer strand langs den jyske vestkyst har investeret 1,2 millioner kroner i filmen og håber at få pengene ind igen ved øget turistinteresse. Optagelserne startede den 30. juni 2014 og sluttede den 2. august 2014. Filmen er optaget i området omkring Blåvand, on location på strækninger på Vestkysten og i Oksbøllejren ved Varde.
Hovedinspirationskilden til filmen er fra bogen ‘Under tvang’, fra 1998 af historiker og jurist Helge Hagemann, der dokumenterer, hvad der skete i månederne efter Anden Verdenskrig, hvor 2.000 unge tyske krigsfanger blev beordret til at rydde den jyske vestkyst for flere end halvanden million nedgravede miner. Han er en af de få danske historikere, der har beskæftiget sig med de tyskere, der blev tvunget til at gå eller kravle på maven gennem det vestjyske sand, banke med træstave og grave minerne ud og demontere dem med de bare næver. I bogen dokumenterer han, at de tyske soldater enten var alt for ringe eller slet ikke uddannet til opgaven. Og at de arbejdede under et umenneskeligt tids- og nervepres.
Museet for Varde By og Omegn har købt kulisserne fra filmen. Det lokale dagblad JydskeVestkysten beretter, at museet i de seneste 10 år været i gang med at samle viden for at kunne fortælle om minerydningen, og at filmen har givet anledning til, at den første særudstilling på et museet Tirpitz-stillingen kommer til at omhandle det kapitel af historien. Udstillingen er en del af en større fortælling om Atlantvolden på museet, der er tegnet af Bjarke Ingels' tegnestue BIG, og som stod færdig i 2017. Museet rummer tre permanente udstillinger og en særudstilling, hvoraf den første var om minerydningen.

## Handling
En engelsk konvoj overdrager hundreder af helt unge tyske krigsfanger i danskernes varetægt. De skal fjerne de to millioner landminer, som den tyske besættelseshær har gravet ned i sandet langs den jyske vestkyst. Den danske sergent, Carl Leopold Rasmussen (Roland Møller), har kommandoen over den tyske deling. Igennem fem lange krigsår har han, ligesom danskerne, oparbejdet en indestængt vrede mod besættelsesmagten. Nu får han til opgave at føre drengene igennem en mission, der kan koste dem alle livet. For Carl bliver det ikke bare kampen om liv og død, men om had, forsoning og tilgivelse.

## Modtagelse
Under sandet fik en flot modtagelse på filmfestivalen i Toronto, der regnes for at være den næstvigtigste efter Cannes. Filmen er blevet modtaget med gode anmeldelser. Jyllands-Postens anmelder giver filmen fem ud af seks stjerner og kalder den "dette års bedste danske film": "Det er en så flot film, at jeg kom til at tænke på Bille August, da han var bedst, som med Pelle Erobreren, lyder det i anmeldelsen". I Berlingske bliver filmen tildelt fire ud af seks stjerner. Avisens anmelder beskriver flere af de centrale scener som et skoleeksempel på filmisk spændingsopbygning. I både BT og Ekstra Bladet er anmelderne lige begejstrede og giver filmen fem ud af seks stjerner.
Filmen fik premiere i de danske biografer den 3. december 2015, og frem til den 7. december, havde den solgt 32.000 biografbilletter inclusive forpremierer. Samme dag lå den også på førstepladsen med henblik på flest solgte billetter på mandagen, hvor den slog stærke film som Spectre og The Hunger Games: Mockingjay - Del 2.

## Medvirkende
- Roland Møller som Sgt. Carl Leopold Rasmussen
- Mikkel Boe Følsgaard som Lt. Ebbe Jensen
- Louis Hofmann som Sebastian Schumann
- Joel Basman som Helmut Morbach
- Oskar Belton som Werner Lessner
- Emil Belton som Ernst Lessner
- Laura Bro som Karin
- Oskar Bökelmann som Ludwig Haffke
- Leon Seidel som Wilhelm Hahn
- Mads Riisom som Peter
- August Carter som Rudolf Selke
- Maximilian Beck som August Kluger
- Michael Asmussen som Sergent
- Tim Bülow som Hermann Marklein
- Magnus Bruun som Soldat
- Alexander Rasch som Friedrich Schnurr
- Nicholas Hejl som Soldat
- Julius Kochinke som Johann Wolff
- Johnny Melville som Givens, officer
- Karl Alexander Seidel som Manfred
- Kim Winther som Soldat
- Mette Lysdahl som Sygeplejerske
- Zoe Zandvliet som Karins datter